# Société d'histoire et d'archéologie de la Lorraine
Pour les articles homonymes, voir SHAL.
Ne doit pas être confondu avec Société d'archéologie et d'histoire de la Moselle ou Société d'histoire de la Lorraine et du Musée lorrain.
La Société d’histoire et d’archéologie de la Lorraine (SHAL) est une société savante créée le 13 octobre 1888.

## Historique
Les membres de la Société d'histoire et d'archéologie de la Moselle, choisis parmi les meilleurs connaisseurs de l'histoire lorraine, ont lutté dans l'intérêt du développement de l'histoire du pays et de la conservation de ses monuments historiques.
L'annexion, de 1871 à 1918, de l'Alsace-Lorraine au deuxième Reich allemand a fait subir des transformations à la région. Le nombre des membres de la Société diminuera d'année en année, il n'en a pas été admis de nouveaux, en sorte que si la Société n'est en réalité pas dissoute, elle n'est cependant plus en état de poursuivre avec succès le but qu'elle s'est proposée.
Pour ces motifs, le baron von Hammerstein, président du district de Lorraine engagea le 20 septembre 1888, un soussigné pour étendre la Société à toute la Lorraine allemande. En conséquence à cet appel, l'assemblée constituante se réunira le 13 octobre 1888. Le projet de statuts soumis à la discussion des personnes présentes à la réunion fut adopté. La Société portera dorénavant le nom de « Société d'histoire et d'archéologie de la Lorraine - Gesellschaft für lothringische Geschichte und Altertumskunde ».
La Société connaîtra un nouvel essor grâce à l'archiviste de Metz, Georg Wolfram.

## Objectifs
Les objectifs de la Société d’histoire et d’archéologie de la Lorraine sont de faire connaître, mettre en valeur et protéger le patrimoine et l'histoire de la Lorraine.

## Composition de la Société
La Société d’histoire et d’archéologie Lorraine se décompose en sections autonomes :  Metz, Bitche, Pays de la Nied, Sarrebourg, Sarreguemines, Forbach, Thionville et  Audun-le-Tiche.

## Présidents successifs
- Henri Lepage